# Концептуальний альбом

Обкладинка альбому Sgt. Pepper's Lonely Hearts Club Band (1967) гурту The Beatles, відомого прикладу концептуального альбому.

Обкладинка альбому Good Kid, M.A.A.D City (2012) реп виконавця Кендріка Ламара, відомого концептуального хіп-хоп альбому.

Концептуальний альбом — тип музичного альбому, у якому всі композиції об'єднані спільною темою (концепцією) — композиційною, оповідальною, текстуальною тощо. Тобто, пісні альбому можуть сполучатися певними музичними прийомами, темами текстів пісень, загальним настроєм, та/або манерою виконання. Саме цим концептуальний альбом відрізняється від звичайного музичного альбому, який практично є збірником тематично розрізнених композицій або пісень.
Точне визначення буває проблематичним, оскільки часто «концепція» альбомів буває нечіткою.
Концептуальний альбом може містити певну сюжетну лінію, яка розвивається від першої композиції до останньої. Приклади: The Wall (Pink Floyd), Scenes From a Memory (Dream Theater), Streets (Savatage), Good Kid, M.A.A.D City (Кендрік Ламар).
У інших випадках альбом може бути об'єднаним загальною ідеєю, де в кожній композиції розповідається окрема історія в рамках цієї ідеї. Наприклад, альбом Six Degrees of Inner Turbulence гурту Dream Theater розповідає про шість людей з різними психічними захворюваннями. В окремих піснях описуються їхні почуття й переживання. Інший приклад концептуального альбому такого типу — The Dark Side of the Moon гурту Pink Floyd.
Практика видання концептуальних альбомів особливо розповсюджена серед гуртів напрямків артрок і прогресивний рок (Pink Floyd, Camel, Gentle Giant, Девід Боуї, Ніл Янг, Kraftwerk); також типова й для деяких виконавців у стилях джаз, поп і метал (зокрема павер, симфо, блек і дум — Rhapsody, Blind Guardian, Therion, Bal-Sagoth, Battlelore, Stratovarius.).
Рок-гурт «Акваріум» — один з перших радянських виконавців, які почали випускати концептуальні альбоми.
З українських концептуальних альбомів можна виділити «Радіо Афродита» гурту Мертвий Півень. Альбом названий в пам'ять про радіостанцію Афродита часів Другої світової війни і містить як переспіви відомих хітів («Ми хлопці з Бандерштату», «Гуцулка Ксеня»), так і пісні на вріші українських поетів («Я помру від застуди» на вірш Сергія Жадана).